# Unusual
Unusual è un album di Giuni Russo pubblicato postumo nel 2006 a cura di Maria Antonietta Sisini. Il progetto comprende un disco-tributo a cui hanno partecipato svariati artisti italiani e internazionali, unitamente ad un DVD che ripropone una sintesi del concerto tenuto dall'artista all'Auditorium di Milano nel 2001.

## Descrizione
A due anni dalla prematura scomparsa di Giuni Russo, la sua coautrice nonché produttrice Maria Antonietta Sisini concepisce questo tributo nell'intento di realizzare uno dei maggiori desideri musicali della compianta artista siciliana, e cioè quello di duettare con i suoi colleghi; desiderio che si era concretizzato in una sola occasione, nel 1987, anno in cui Giuni chiamò Donatella Rettore a duettare con lei in Adrenalina.
Il titolo dell'album vuole descriverne il contenuto come abbastanza inusuale. Gli artisti che duettano virtualmente in questo tributo sono: Toni Childs in Morirò d'amore, Caparezza in Una vipera sarò, Franco Battiato in Strade parallele (Aria siciliana) e ne La sua figura, Lene Lovich in Moro perché non moro, la debuttante Elena Vittoria in Love is a woman, Vladimir Luxuria in Illusione, la giovane rock band al femminile delle MAB in Adrenalina, i Megahertz in Un'estate al mare. Il brano La sposa vede l'accompagnamento de coro delle Carmelitane scalze di Milano. 
Il disco contiene anche l'inedita American man, un'eccellente prova vocale di Giuni Russo risalente al 1979.
Al tributo avrebbero dovuto partecipare sia Alice che Ivan Cattaneo, i quali hanno infine scelto di non aderire a causa di alcune divergenze con la produttrice. La stessa Maria Antonietta Sisini si dichiarò poi dispiaciuta dell'assenza di Alice, in quanto amica ventennale della Russo.
Il DVD presenta invece una sintesi del concerto tenuto da Giuni Russo all'Auditorium di Milano il 4 aprile 2001.

## Tracce CD[1]
1. Morirò d'amore feat. Toni Childs - 3.53
2. Una vipera sarò feat. Caparezza - 3.55
3. La sua figura feat. Franco Battiato - 3.40
4. Moro perché non moro feat. Lene Lovich - 4.22
5. Love is a woman feat. Elena Vittoria - 3.27
6. Strade parallele (Aria siciliana) feat. Franco Battiato - 4.14
7. La sposa feat. Carmelitane scalze - 3.34
8. Illusione feat. Vladimir Luxuria - 2.10
9. Adrenalina feat. Mab - 3.35
10. American man - 4.08
11. Un'estate al mare feat. Megahertz - 3.32

## Tracce DVD
1. La Zingara
2. Me voglio fa' na' casa
3. Vieni
4. Sakura
5. La sposa
6. Nada te turbe
7. La sua figura
8. Lettera al governatore della Libia
9. Il sole di Austerlitz
10. Mediterranea
11. L'attesa

## Andamento nella classifica italiana degli album
| Settimana | 01 | 02 | 03 | 04 | 05 | 06 |
| Posizione | 36 | 38 | 65 | 70 | 94 | 94 |

## Curiosità
- Tra gli artisti, che dovevano partecipare al "disco tributo", dati per certi, c'erano: Alice con una versione non in duetto di "A' cchiú bella", Ivan Cattaneo con Una rosa è una rosa e Donatella Rettore con La sposa.

## Formazione
- Giuni Russo – voce
- Alessandro De Crescenzo – chitarra
- Megahertz – batteria elettronica, chitarra, vocoder, sintetizzatore
- Michele Fedrigotti – pianoforte
- Davide Ferrario – chitarra